# Myrsila auripennis
Myrsila auripennis är en fjärilsart som beskrevs av Jean Baptiste Boisduval 1875. Myrsila auripennis ingår i släktet Myrsila och familjen gnuggmalar. Inga underarter finns listade i Catalogue of Life.